# Saint-Just (Eure)
Saint-Just – miejscowość i dawna gmina we Francji, w regionie Normandia, w departamencie Eure. W 2013 roku populacja gminy wynosiła 1335 mieszkańców. Przez miejscowość przepływa Sekwana.
W dniu 1 stycznia 2017 roku z połączenia trzech ówczesnych gmin – La Chapelle-Réanville, Saint-Just oraz Saint-Pierre-d’Autils – utworzono nową gminę La Chapelle-Longueville. Siedzibą gminy została miejscowość Saint-Just.